# Sam Kerr (Fußballspielerin, 1999)
Samantha Mary „Sam“ Kerr (* 17. April 1999 in Falkirk) ist eine schottische Fußballspielerin, die seit dem 1. Januar 2025 Vertragsspielerin des FC Liverpool und seit 2020 A-Nationalspielerin ist.

## Karriere

### Vereine
Kerr begann in ihrem Geburtsort mit dem Fußballspielen. Sie spielte bei den dort ansässigen Falkirk Girls, der Jugendabteilung des FC Falkirk, später ein Jahr lang in der Central Girls Academy von Falkirk. Zu Beginn des Jahres 2016 wurde sie vom Erstligisten und amtierenden Meister Glasgow City FC verpflichtet, mit dem sie am Ende ihrer Premierenspielzeit im Seniorinnenbereich die Meisterschaft gewann. Während ihrer Vereinszugehörigkeit, die bis zur abgebrochenen Spielzeit 2020 – der COVID-19-Pandemie in Europa geschuldet – andauerte, konnte sie mit ihrer Mannschaft den Meistertitel drei weitere Male verteidigen. Auf internationaler Vereinsebene nahm sie mit ihrem Verein an der Champions League 2018/19 teil und schied nach vier Spielen im Achtelfinale mit 0:8 nach Hin- und Rückspiel gegen den FC Barcelona aus dem Turnier aus. 2019/20 erreichte sie in diesem Wettbewerb das Viertelfinale, das mit 1:9 gegen den VfL Wolfsburg verloren wurde.
Im Dezember 2020 wechselte sie zur Frauenfußballmannschaft des Ligakonkurrenten Glasgow Rangers, nach einem sechs Monate zuvor vereinbarten Vorvertrag. Am Ende der Saison 2021/22 gewann sie auch mit dieser Mannschaft die Meisterschaft, die erste für den Verein dazu. In ihrer letzten Saison für den Verein erzielte sie sechs Tore in 28 Punktspielen.
Zur Saison 2023/24 wurde sie vom deutschen Meister FC Bayern München verpflichtet und mit einem bis zum 30. Juni 2026 datierten Vertrag ausgestattet. Am 8. Januar 2025 gab ihr Verein bekannt, dass sie bis zum Saisonende an den FC Liverpool ausgeliehen wird. Doch am 18. Juli 2025 wurde ihre Leihe in eine dauerhafte Verpflichtung umgewandelt, wie der Verein bekannt gab.

### Nationalmannschaft
Kerr debütierte als Nationalspielerin für die U16-Nationalmannschaft, die am 22. September 2014 das in Freundschaft ausgetragenen Länderspiel gegen die U16-Nationalmannschaft Finnlands mit 4:0 in Edinburgh gewann, dabei führte sie als Spielführerin ihre Mannschaft aufs Spielfeld. Der zweite Vergleich, zwei Tage später, endete torlos.
Für die U17-Nationalmannschaft kam sie in den Jahren 2015 und 2016 zum Einsatz. Ihr Debüt in dieser Altersklasse gab sie am 24. Februar 2015 in Tubize beim torlosen Spiel gegen die U17-Nationalmannschaft Belgiens. Ihr letztes von neun Länderspielen bestritt sie am 8. März 2016 bei der 0:3-Niederlage gegen die U17-Nationalmannschaft Polens in der zweiten EM-Qualifikationsrunde.
Bei ihrem Debüt für die U19-Nationalmannschaft am 14. September 2016 in Tirana, beim 11:0-Sieg über die U19-Auswahl Albaniens, erzielte sie mit dem Treffer zum 9:0 in der 67. Minute auch ihr erstes Länderspieltor; es war ihr erstes von vier EM-Qualifikationsspielen. Mit der Mannschaft nahm sie zudem an der vom 8. bis 20. August 2017 in Nordirland ausgetragenen Europameisterschaft teil, wurde in allen drei Spielen der Gruppe A, sowie im Spiel um Platz 5 eingesetzt, das gegen die U19-Auswahl Englands mit 0:2 verloren wurde.
Ihr Debüt in der A-Nationalmannschaft erfolgte am 4. März 2020 im spanischen San Pedro del Pinatar mit dem ersten Spiel im Turnier um den Pinatar Cup, den sie mit ihrer Mannschaft ungeschlagen gewann.

## Erfolge
Nationalmannschaft
- Turniersieger Pinatar Cup 2020

Glasgow City LFC
- Schottischer Meister 2016, 2017, 2018, 2019
- Schottischer Pokalsieger 2019

Glasgow Rangers
- Schottischer Meister 2022
- Schottischer Ligapokalsieger 2022

FC Bayern München
- Deutscher Meister 2024, 2025
- DFB-Pokal-Sieger 2025
- DFB-Supercup-Sieger 2024 (ohne Einsatz)

## Auszeichnungen
- Schottlands Fußballerin des Jahres 2022